# Мочеполовой синус
Мочеполовой синус (лат. Sinus urogenitalis, англ. urogenital sinus) — эмбриональное образование каудального отдела зародыша, возникающее из вентральной части делящейся на два отдела клоаки. У человека разделение на мочеполовой синус и прямую кишку происходит на пятой неделе развития зародыша. Продолжением мочеполового синуса является мочевой мешок. В мочеполовой синус впадают мюллеров и вольфов протоки.
Из мочеполового синуса развивается мочевой пузырь и уретра. В него впадают первичные мочеточники и протоки средней почки. С середины 2-го месяца развития отверстия протоков средней почки перемещаются каудально и у зародышей мужского пола превращаются в выводные отверстия семявыбрасывающих протоков. По мере увеличения размеров мочевого пузыря из мочеполового синуса обособляется половой бугорок (зачаток полового члена) и мочеиспускательный канал.
При нарушении эмбрионального развития у девочек протоки уретры и влагалища не разделяются. Такая аномалия называется персистирующий урогенитальный синус и встречается в 0,6 случаях из 10 000.